# Mamit
Mamit ist eine Stadt im indischen Bundesstaat Mizoram. Der Ort entstand aus einer Zusammenlegung verschiedener Dörfer.
Die Stadt ist Hauptort des Distrikts Mamit. Mamit hat den Status einer Town. Die Stadt ist in 5 Wards gegliedert. Sie hatte am Stichtag der Volkszählung 2011 7884  Einwohner, von denen 4074 Männer und 3810 Frauen waren. Christen bilden mit einem Anteil von über 95 % die Mehrheit der Bevölkerung in der Stadt. Hindus bilden eine Minderheit von über 2 %. Die Alphabetisierungsrate lag 2011 bei 95,7 % und damit deutlich über dem nationalen Durchschnitt. 96,9 % der Bevölkerung gehören den Scheduled Tribes an.